# Kanton Saulzais-le-Potier
Der Kanton Saulzais-le-Potier war bis 2015 ein französischer Wahlkreis im Département Cher und in der Region Centre-Val de Loire. Er umfasste elf Gemeinden im Arrondissement Saint-Amand-Montrond; sein Hauptort (frz.: chef-lieu) war Saulzais-le-Potier. Die landesweiten Änderungen in der Zusammensetzung der Kantone brachten im März 2015 seine Auflösung. Vertreter im conseil général des Départements war zuletzt für die Jahre 2008–2015 Daniel Fourré.

## Gemeinden
| Gemeinde                  | Einwohner Jahr | Fläche km² | Bevölkerungsdichte | Postleitzahl | Code INSEE |
| ------------------------- | -------------- | ---------- | ------------------ | ------------ | ---------- |
| Ainay-le-Vieil            | 203 (2013)     | –          | – Einw./km²        | 18200        | 18002      |
| Arcomps                   | 305 (2013)     | –          | – Einw./km²        | 18200        | 18009      |
| Épineuil-le-Fleuriel      | 458 (2013)     | –          | – Einw./km²        | 18360        | 18089      |
| Faverdines                | 153 (2013)     | –          | – Einw./km²        | 18360        | 18093      |
| La Celette                | 178 (2013)     | –          | – Einw./km²        | 18360        | 18041      |
| La Perche                 | 230 (2013)     | –          | – Einw./km²        | 18200        | 18178      |
| Loye-sur-Arnon            | 307 (2013)     | –          | – Einw./km²        | 18170        | 18130      |
| Saint-Georges-de-Poisieux | 435 (2013)     | –          | – Einw./km²        | 18200        | 18209      |
| Saint-Vitte               | 131 (2013)     | –          | – Einw./km²        | 18360        | 18238      |
| Saulzais-le-Potier        | 501 (2013)     | –          | – Einw./km²        | 18360        | 18245      |
| Vesdun                    | 600 (2013)     | –          | – Einw./km²        | 18360        | 18278      |